# Truxton Hare
Truxton Thomas Hare (12 de octubre de 1878 - 2 de febrero de 1956) fue un atleta y jugador de fútbol estadounidense. En los Juegos Olímpicos de París 1900, ganó la medalla de plata en el lanzamiento de martillo. Cuatro años después, en St. Louis, Estados Unidos, obtuvo el tercer lugar en los primeros juegos de decatlón en la mencionada olimpíada.